# Lloyd Brasileiro
Die  Companhia de Navegação Lloyd Brasileiro, meist nur Lloyd Brasileiro oder Lloydbrás genannt, war eine (meist staatliche) brasilianische Reederei, die am 19. Februar 1894 gegründet wurde.
Insbesondere durch die Übernahme der 1917 durch den Kriegseintritt in Brasilien beschlagnahmten deutschen Schiffe wurde sie die einzige Großreederei in Südamerika. 1931 gehörte der Lloyd Brasileiro zu den 50 größten Reedereien weltweit und besaß 73 Schiffe von zusammen 271.000 BRT.
Das Unternehmen wurde im Oktober 1997 während der Regierung des Präsidenten Fernando Henrique Cardoso aufgelöst.

## Geschichte
Der brasilianische Admiral Arthur Silveira da Motta, Baron Jaceguay, (1843–1914) versuchte seit 1886 eine brasilianische Übersee-Reederei zu gründen. Diese sollte zwei Dampferlinien nach Europa (Nordeuropa bis Hamburg und ins Mittelmeer) betreiben und sich aktiv bemühen, wünschenswerte Einwanderung nach Brasilien zu unterstützen. Der Zusammenbruch des brasilianischen Kaiserreichs und die folgenden Unruhen verzögerten die Umsetzung dieses Plans. Die Gründung des Lloyd Brasileiro erfolgte im Februar 1894 mit der Bundesregierung als Haupteigner, dazu fusionierten die bestehenden Reedereien Empreza Transatlântica Brasileira, Companhia Brasileira de Navegação a Vapor und Companhia Nacional de Navegação a Vapor mit den kleineren Reedereien Companhia Progresso Marítimo, Companhia de Navegação da Estrada de Ferro Espírito Santo a Caravelas, zu denen 1891 noch die drei kleineren Reedereien Companhia Bahiana de Navegação, Companhia Paraense de Navegação und der Companhia Brasileira de Estradas de Ferro e Navegação hinzugefügt wurden. Tatsächlich war das Hauptgeschäft nunmehr brasilianischer Küstenverkehr  einschließlich des Verkehrs im Amazonas-Becken. Der wirtschaftliche Erfolg blieb jedoch aus. 1906 entstand der Plan, 18 Neubauten in Großbritannien zu ordern und eine Anzahl gebrauchter Schiffe anzukaufen. Dessen Umsetzung und die Einrichtung von Linien nach New York und 1910 nach Portugal und dann bis Großbritannien und Deutschland brachten nicht die wirtschaftlichen Gewinne und führten noch vor dem Ersten Weltkrieg zur vollständigen Übernahme der Gesellschaft durch den Staat.

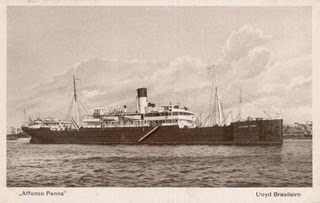
Die Minas Gerais in den 1920ern als Affonso Penna

Die größten Schiffe der Gesellschaft 1914 waren die in Großbritannien gebauten Ceara (1907, 3324 BRT), Pará (1907, 3351 BRT), Sao Paulo (1907, 3583 BRT), Rio de Janeiro (1908, 3583 BRT), Bahia (1910, 3401 BRT) und Minas Gerais (1910, 3540 BRT), kleine Passagierdampfer mit Kühlladeraum für den Transport von landwirtschaftlichen Produkten auf den Ausreisen nach Europa oder die USA. Zu den Neubauten kamen 1911 noch die von der britisch-brasilianischen Buarque Line erworbenen Frachtschiffe Purus (1900, 3822 BRT), Tocantins (1901, 3837 BRT) und Tapajos (1902, 3774 BRT).

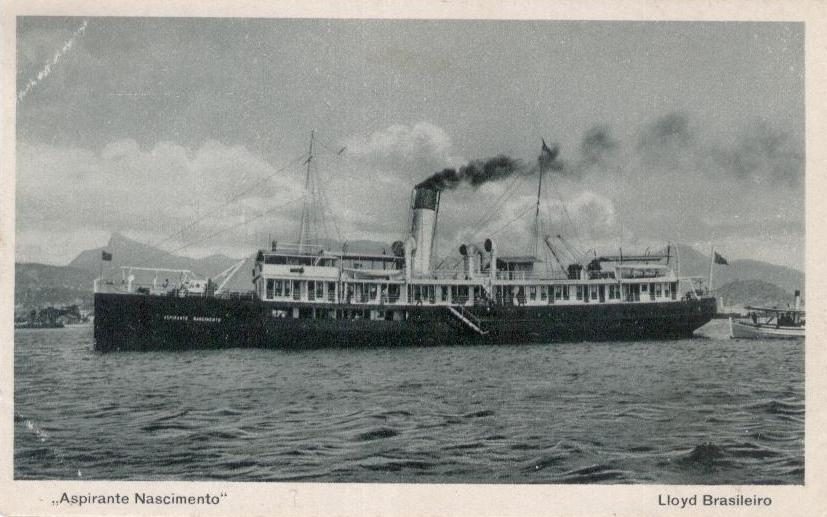
Die Aspirante Nascimento ehemals Venus der Hapag/Cruzeiro do Sul

Zu diesen neun Schiffen über 3.000 BRT kamen noch vier Dampfer über 2.000 BRT und 22 Dampfer von über 1.000 BRT. Unter diesen befanden sich auch die Dampfer, die für die Cia. de Nav. Cruzeiro do Sul, Santos, gebaut worden waren. Die Hamburg-Süd und die Hapag hatten diese Gesellschaft 1905 für den Küstendienst zwischen Rio de Janeiro und Buenos Aires gegründet und fünf Schiffe (Saturno, Orion, Jupiter und Sirio von 1.800 bis 1.900 BRT sowie für den Dienst Rio Grande do Sul–Porto Alegre die Venus von 966 BRT) in Deutschland bauen lassen. Diese Schiffe gelangten nach der Aufgabe der deutschen Beteiligungen alle zwischen 1908 und 1916 in den Dienst des Lloyd Brasileiro.

### Entwicklung während des Ersten Weltkriegs
Der Ausbruch des Ersten Weltkriegs zwang die Gesellschaft ihre Europa-Linie zu kürzen und dann in das Mittelmeer zu führen. Auch diese Änderung wurde nach dem Kriegseintritt Italiens wieder aufgegeben, zumal die Mittelmächte ihren U-Boot-Krieg verstärkten.
Brasilien duldete anfangs stillschweigend die Nutzung einiger unbewohnter Inseln vor seiner Küste durch die kriegsführenden Mächte. Britische Kriegsschiffe liefen relativ häufig auch in brasilianische Häfen ein. Die Deutschen versorgten mit ihren Handelsschiffen insbesondere ihre Kleinen Kreuzer Dresden und Karlsruhe. Die Anlandung von über 400 Gefangenen der Karlsruhe durch einen Dampfer der Hamburg-Süd in Belém im Herbst 1914 führte zu dem Hinweis an die Deutschen, das weitere Unterstützungen ihres Seekrieges nicht geduldet werden würden. Die über 40 deutschen Handelsschiffe in brasilianischen Häfen führten anschließend keine Unterstützungshandlungen mehr durch, zumal auch deutsche Kriegsschiffe nach dem Verlust der Karlsruhe und des Kreuzergeschwaders bis 1916 nicht mehr vor der brasilianischen Küste operierten. Am 22. Mai 1917 wurde der alte Dampfer Lapa (ex Sparta, 1.366 BRT, 1872) des Lloyd Brasileiro, mit einer Kaffee-Ladung auf dem Weg nach Marseille, vor Gibraltar vom deutschen U-Boot U 47 gestoppt und als viertes brasilianisches Schiff versenkt.

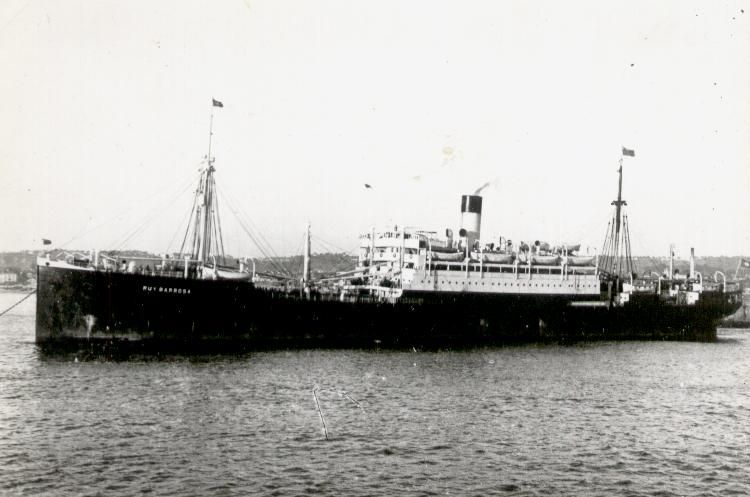
Das größte Schiff des Lloyd Brasileiro: Die Ruy Barbosa ex Caxias ex Bahia Laura

Als 1917 Brasilien auf Seiten der Entente dem Krieg beitrat, wurden die 45 Schiffe der Mittelmächte in den Brasilianischen Häfen beschlagnahmt und vom Lloyd Brasileiro als Handelsschiffe eingesetzt. Größtes Schiff der brasilianischen Handelsmarine und der Reederei wurde so der Hapag-Dampfer Blücher von 12.334 BRT als Leopoldina, der allerdings 1918 Frankreich zur Verfügung gestellt wurde und ab 1921 von der Compagnie Générale Transatlantique im Dienst Richtung USA eingesetzt wurde. Im März 1923 wurde das Schiff an die CGT verkauft und in Suffren umbenannt. Im Dienst der Reederei als größtes Schiff verblieb die Bahia Laura der Hamburg-Süd als Caxias, dann Ruy Barbosa, von 9790 BRT.
Vom Lloyd Brasileiro betrieben gingen drei Dampfer noch im Ersten Weltkrieg durch deutsche U-Boote verloren. Es handelte sich um die
- Macao ex Palatia der Hapag, 3.558 BRT, Bj. 1912, deren Versenkung am 18. Oktober 1917 endgültig den Kriegszustand auslöste[3]
- Acary ex Ebernburg der DDG Hansa, 4.275 BRT, Bj. 1905, am 3. November 1917[4] und
- Maceió ex Santa Anna der HSDG, 3.739 BRT, Bj. 1910, am 2. August 1918[5]

### Die Reederei zwischen den Weltkriegen

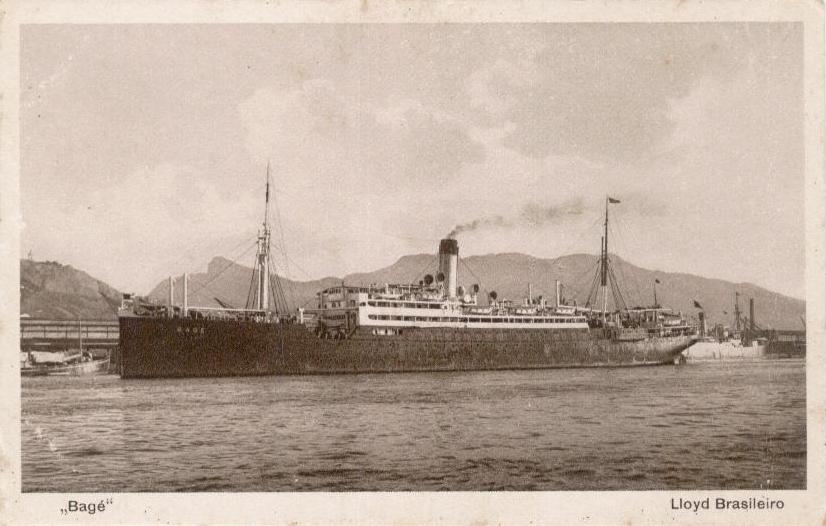
Das Schwesterschiff Bagé (ex-Sierra Nevada) der Avare

Bis 1922 gingen noch drei weitere ehemals deutsche Schiffe im Dienst des Lloyd Brasileiro verloren. Der schwerste Unfall war das Kentern der Avare ex Sierra Salvada am 16. Januar 1922 beim Ausdocken im Hamburger Hafen, bei dem 39 Mann, darunter 26 brasilianische Seeleute, ums Leben kamen.
In den 1920er Jahren wurde die Mehrzahl der ehemals deutschen Schiffe nach und nach auch formal an die staatliche Reederei übertragen (33 Schiffe, 165.133 BRT). Die Reederei befand sich nach dem Krieg wieder in einer Privatisierungsphase, die aber in der großen Schifffahrtskrise ihr Ende fand. 1931 war der Lloyd Brasileiro eine der 50 größten Reedereien der Welt und die mit weitem Abstand größte Reederei Südamerikas mit 73 Schiffen von zusammen 271.000 BRT. Allerdings kaufte die Reederei nur wenige gebrauchte Schiffe hinzu und erhielt kaum Neubauten. Die modernsten Schiffe der Reederei waren 1939 fünf kleine, in den Niederlanden gebaute Motorfrachter von 2.900 BRT vom Typ Bandeirante.

### Im Zweiten Weltkrieg
Während des Zweiten Weltkrieges erhielt der Lloyd Brasileiro wieder eine Vielzahl von Schiffen, die die brasilianische Regierung beschlagnahmt hatte, in der Mehrzahl italienische und dänische Schiffe.

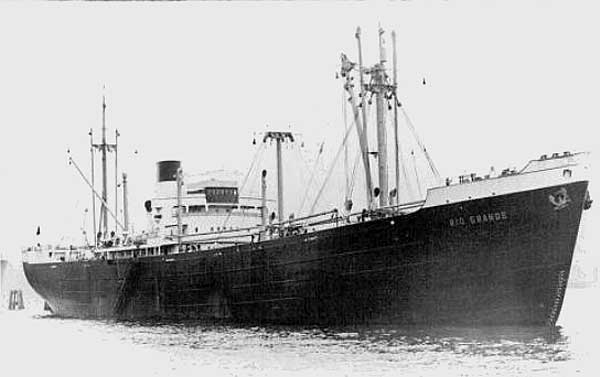
Der Blockadebrecher Rio Grande, Schwesterschiff der verkauften Montevideo

Der deutsche Anteil war klein, da eine Vielzahl von Schiffen auch noch nach Kriegsausbruch versuchte, die Heimat zu erreichen, dies zum Teil erst nach der Eroberung Frankreichs. Einige deutsche Schiffen wurden auch an Brasilien verkauft, um anderen Versorgungsfahrten zu deutschen Kriegsschiffen zu ermöglichen. Der Lloyd erhielt so die moderne 6000 BRT große Montevideo der Hamburg-Süd, deren Schwesterschiff Porto Alegere 14 Tage nach Kriegsausbruch Santos verließ und nach Hamburg durchbrechen konnte. Das weitere Schwesterschiff Rio Grande verließ erst im Oktober 1940 Rio Grande do Sul, versorgte den Hilfskreuzer Thor und brachte dessen Gefangene nach Frankreich und wurde einer der erfolgreichsten deutschen Blockadebrecher. Ab 1940 wurde die Flotte des Lloyd Brasileiro durch über 20 Ankäufe aus den USA verstärkt.

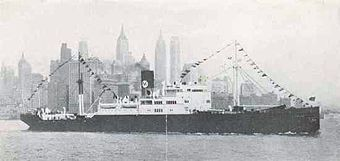
Die Buarque vom Typ Hog Islander, die als erstes brasilianisches Schiff von einem deutschen U-Boot versenkt wurde

Im Zweiten Weltkrieg wurde 30 brasilianische Handelsschiffe durch deutsche U-Boote versenkt, von denen 17 dem Lloyd Brasileiro gehörten. Die erste erfolgte am 15. Februar 1942, als U 432 die 5.152 BRT große, 1940 aus den USA angekaufte Buarque des Lloyd vor der US-Küste versenkte.
Als Brasilien am 22. August 1942 Deutschland den Krieg erklärte, waren inzwischen 17 Schiffe versenkt worden und es geschah nach den Versenkungen der Annibal Benévolo des Lloyd, Araraquara, Baependy auch des Lloyd, Arará, Itagiba und Jacyra innerhalb von vier Tagen durch U 507 unter  Korvettenkapitän Harro Schacht ohne Vorwarnung vor der brasilianischen Küste. Bei den drei ersten Versenkungen starben insgesamt 607 Menschen, davon 270 auf der Baependy und 150 auf der Annibal Benévolo.
Zwar ließ das Unternehmen, anders als viele andere Reedereien in der Nachkriegszeit mit hohen Schiffbaupreisen, zunächst keine neuen Schiffe bauen und gab erst in den Jahren 1958 bis 1967 den Kauf von 22 neuen Stückgutschiffen in Auftrag, trotzdem geriet es in den 1960er Jahren in eine Finanzkrise. Eine im Jahr 1967 angedachte Privatisierung kam nicht zustande. Nach einem wirtschaftlichen Hoch in den 1970er Jahren geriet der Lloyd Brasileiro durch die schlechten Frachtraten der frühen 1980er Jahre und die starke Verschuldung durch den notwendigen Neubau von Containerschiffen in der zweiten Hälfte dieses Jahrzehnts erneut in zunehmende finanzielle Schieflage. Anfang der 1990er Jahre legte das Unternehmen einen großen Teil der Flotte auf und stellte den Betrieb später trotz zugesagter Rettungsbemühungen der Regierung endgültig ein. Von Ende 1995 bis zu Beschlüssen des Präsidenten Fernando Henrique Cardoso Ende 1997 beziehungsweise am 5. März 1998 wurde das Unternehmen liquidiert.